# Salvador Challenger (1979)
Il Salvador Challenger è stato un torneo professionistico di tennis giocato su campi in terra rossa. Faceva parte dell'ATP Challenger Series. Si è giocata la sola edizione del 1979 a Salvador in Brasile.

## Albo d'oro

### Singolare
| Anno | Campione       | Finalista  | Punteggio |
| ---- | -------------- | ---------- | --------- |
| 1979 | Carlos Kirmayr | Julio Goes | 6–1, 7–5  |

### Doppio
| Anno | Campioni                 | Finalisti                      | Punteggio     |
| ---- | ------------------------ | ------------------------------ | ------------- |
| 1979 | Álvaro Fillol Rolf Thung | Tony Graham Christopher Sylvan | 6–7, 6–4, 7–6 |